# Díode de corrent constant

Fig.1 Símbol electrònic del diode de corrent constant.

Díode de corrent constant és un dispositiu electrònic de tipus semiconductor amb la funcionalitat de limitador del valor de corrent que circula a través del dispositiu. Aquests díodes consisteixen d'un transistor de tipus JFET amb dos dels seus terminals units (porta i sortidor) i que funciona com a limitador o font de corrent (és similar al díode zener que actua com a limitador de voltatge). Aquests díodes permeten augmentar el pas de corrent fins a un determinat valor i llavors s'hi estabilitza, independentment de la tensió aplicada.

## Propietats
Els paràmetres que defineixen els díodes de corrent constant són el corrent nominal, la tensió màxima de treball, el tipus d'encapsulat i la potència màxima.

Fig.2 Estructura interna del díode de corrent constant.

## Implementacions reals
Se'n poden esmentar diferents fabricants (Central Semiconductor, MCC, Microsemi, Semitec, Souriau) ː
| Fabricant             | Referències                                                               |
| --------------------- | ------------------------------------------------------------------------- |
| Central Semiconductor | CMJ4500 TR, CMJH150 TR, CMJ5750 TR, CMJ2000 TR, CMJ1000 TR, 1N5310 BK ... |
| MCC                   | CLD20B-TP                                                                 |
| Microsemi             | CCR257                                                                    |
| Semitec               | S-352T, S-202T, S-452T, S-152T, S-501T, S-102T, S-123T, S-701T ...        |
| Soriau                | JANTX1N3613                                                               |